# Ostrów Mazowiecka
Ostrów Mazowiecka è una città polacca del distretto di Ostrów Mazowiecka nel voivodato della Masovia.
Ricopre una superficie di 22,09 km² e nel 2006 contava 22 547 abitanti. Dal 1999, mentre dal 1975 al 1998 ha fatto parte del voivodato di Ostrołęka.
Città dal 1434, Ostrów Mazowiecka è anche capoluogo del distretto di Ostrów.

## Amministrazione

### Gemellaggi
- Brembate di Sopra

## Toponimo
Il nome della città è traducibile come Isola Masovia.